# Baran (uroczysko)

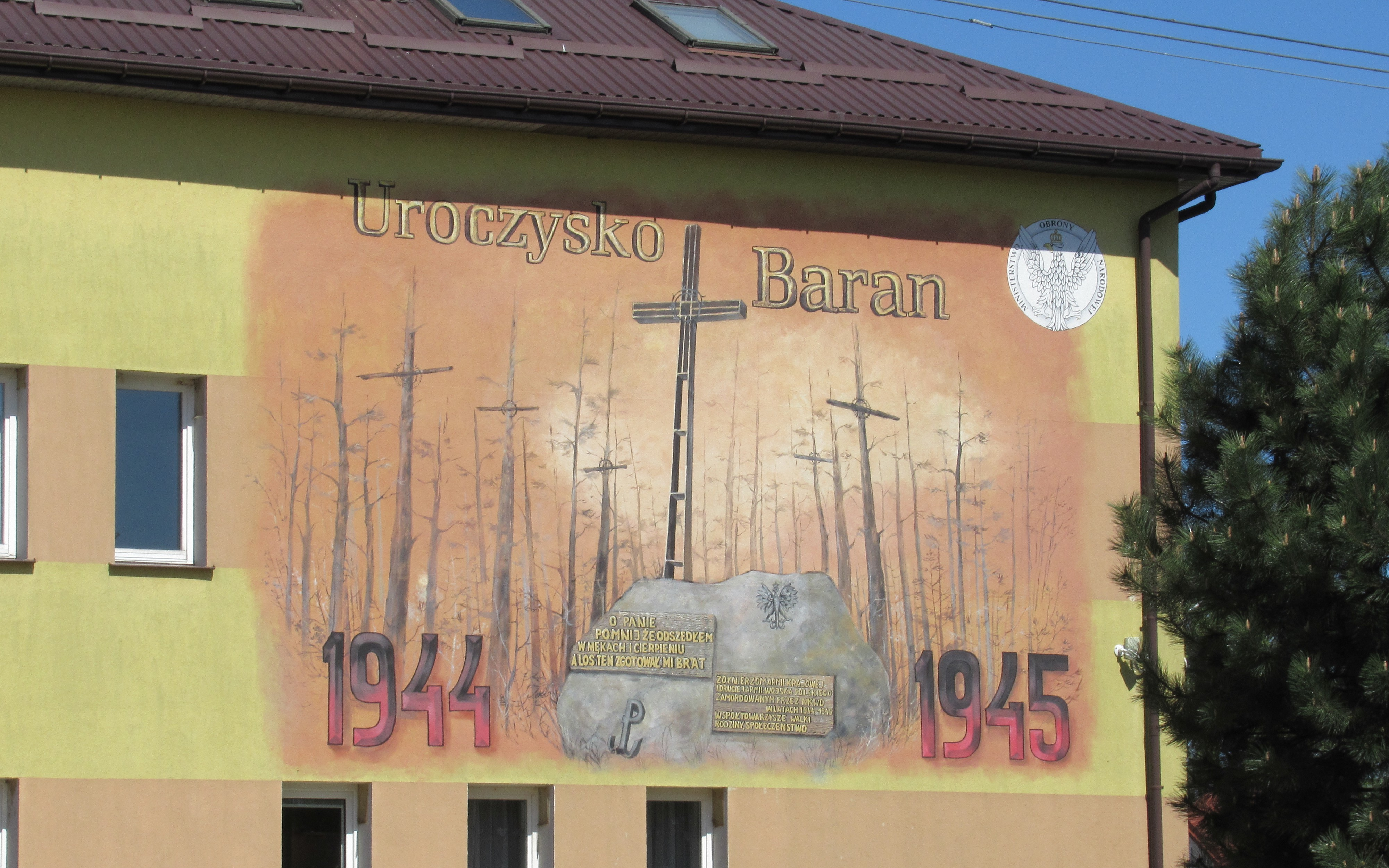
Kąkolewnica. Mural upamiętniający wydarzenia w Uroczysku.

Uroczysko „Baran” – uroczysko w Polsce, w Kąkolewnicy koło Radzynia Podlaskiego, zwane przez okoliczną ludność Małym Katyniem.

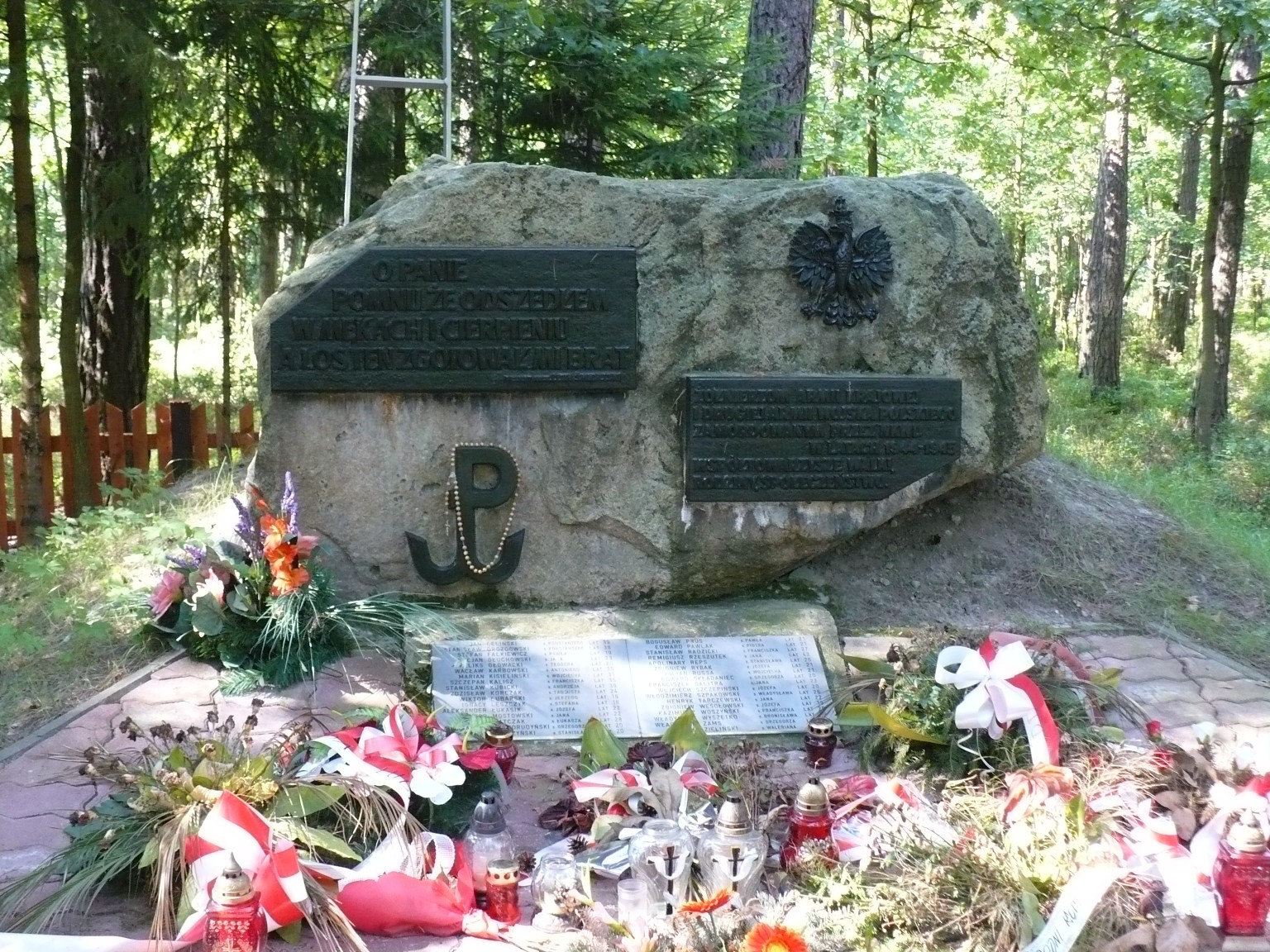
Kamień pamiątkowy na miejscu zbrodni.

W tym miejscu, od jesieni 1944 do przełomu stycznia i lutego 1945 roku, w czasie stacjonowania 2 Armii Ludowego Wojska Polskiego, rozstrzeliwano żołnierzy AK, WiNu i BCh, dezerterów oraz ludzi uznanych przez nową władzę za wrogów.
Nie jest znana liczba osób, na których wykonano egzekucje. Najostrożniejsi mówią o kilkuset ofiarach, ale inni podają 1300 do 1800 zabitych. Zamordowano tam też 30 młodych mężczyzn aresztowanych w kościele w Trzebieszowie, oraz żołnierzy z oddziałów zza Bugu, w tym z 27. Wołyńskiej Dywizji Piechoty. Wyroki sądu wojskowego wykonywał m.in. naczelnik więzienia sierżant Bazyli Rogoziński. W 1980 utworzono symboliczną mogiłę. Oficjalne śledztwo wszczęto 8 marca 1991 r.
Świadkiem tych mordów był Józef Franczak, który po wejściu Armii Czerwonej na te tereny został wcielony do 2 Armii Wojska Polskiego (zdezerterował w styczniu 1945) i skierowany do Kąkolewnicy, gdzie mieścił się wojskowy sąd polowy.